# 여수시 갑
여수시 갑은 대한민국의 국회의원 선거구이다. 전라남도 여수시 일부를 관할한다. 현 지역구 국회의원은 더불어민주당의 주철현이다.

## 역사
대한민국 제17대 국회의원 선거를 앞두고 여수시 선거구가 갑, 을로 분구되면서 신설되었다. 신설 당시 여수시 돌산읍, 남면, 삼산면, 동문동, 한려동, 중앙동, 충무동, 광림동, 서강동, 대교동, 국동, 월호동, 여서동, 문수동을 관할하였으며 나머지 지역은 여수시 을이 되었다.
제21대 국회의원 선거를 앞두고 여수시 을에 속해있던 삼일동, 묘도동이 여수시 갑 선거구로 넘어왔다.
제22대 국회의원 선거를 앞두고 여수시 을에 속해있던 화정면, 둔덕동이 여수시 갑 선거구로 넘어왔다.

## 관할 구역
| 대수      | 관할 구역 |
| --------- | --- |
| 17대~19대 | 여수시 돌산읍, 남면, 삼산면, 동문동, 한려동, 중앙동, 충무동, 광림동, 서강동, 대교동, 국동, 월호동, 여서동, 문수동                                                 |
| 20대      | 여수시 돌산읍, 남면, 삼산면, 동문동, 한려동, 중앙동, 충무동, 광림동, 서강동, 대교동, 국동, 월호동, 여서동, 문수동, 미평동, 만덕동                                 |
| 21대      | 여수시 돌산읍, 남면, 삼산면, 동문동, 한려동, 중앙동, 충무동, 광림동, 서강동, 대교동, 국동, 월호동, 여서동, 문수동, 미평동, 만덕동, 삼일동, 묘도동                 |
| 22대~     | 여수시 돌산읍, 남면, 화정면, 삼산면, 동문동, 한려동, 중앙동, 충무동, 광림동, 서강동, 대교동, 국동, 월호동, 여서동, 문수동, 미평동, 둔덕동, 만덕동, 삼일동, 묘도동 |

## 역대 국회의원
| 선거   | 정당 | 정당         | 의원   |
| ------ | ---- | ------------ | ------ |
| 2004년 |      | 열린우리당   | 김성곤 |
| 2008년 |      | 통합민주당   | 김성곤 |
| 2012년 |      | 민주통합당   | 김성곤 |
| 2016년 |      | 국민의당     | 이용주 |
| 2020년 |      | 더불어민주당 | 주철현 |
| 2024년 |      | 더불어민주당 | 주철현 |

## 역대 선거 결과

### 대한민국 제17대 국회의원 선거
|  | 62.08% |

|  | 29.09% |

|  | 4.64% |

|  | 2.74% |

|  | 0.86% |

|  | 0.56% |

### 대한민국 제18대 국회의원 선거
|  | 81.17% |

|  | 6.54% |

|  | 6.47% |

|  | 5.80% |

### 대한민국 제19대 국회의원 선거
|  | 43.10% |

|  | 18.28% |

|  | 12.05% |

|  | 9.08% |

|  | 5.74% |

|  | 4.11% |

|  | 3.53% |

|  | 2.85% |

|  | 1.22% |

### 대한민국 제20대 국회의원 선거
|  | 43.91% |

|  | 34.43% |

|  | 15.18% |

|  | 4.76% |

|  | 1.69% |

### 대한민국 제21대 국회의원 선거
|  | 64.44% |

|  | 30.78% |

|  | 3.78% |

|  | 0.97% |

### 대한민국 제22대 국회의원 선거
|  | 88.89% |

|  | 11.10% |